# Mine de Caserones
 (mars 2025).
La mine de Caserones est une mine de cuivre située au Chili. Elle est gérée à 75 % par Pan Pacific Copper, une co-entreprise entre JX Nippon et Mitsui et à 25 % par Mitsui. Sa construction a démarré en 2010, quand sa production a démarré en 2013, pour un investissement estimé à 4,2 milliards de dollars.